# روزولت (مینه‌سوتا)
روزولت، مینه‌سوتا (به انگلیسی: Roosevelt, Minnesota) یک شهر در ایالات متحده آمریکا است که در مینه‌سوتا واقع شده‌است.

## خصوصیات
روزولت ۲٫۶۹ کیلومترمربع مساحت و ۱۵۱ نفر جمعیت دارد و ۳۵۴ متر بالاتر از سطح دریا واقع شده‌است.